# Ionocidium
× Ionocidium (abreviado Incdm) es un híbrido intergenérico entre los géneros de orquídeas Ionopsis × Oncidium. Fue publicado en Orchid Rev. 76(899, noh): 2 (1968).